# کارلوس رینوسو
کارلوس رینوسو (انگلیسی: Carlos Reinoso؛ زادهٔ ۷ مارس ۱۹۴۵) بازیکن فوتبال اهل مکزیک است.
از باشگاه‌هایی که در آن بازی کرده‌است می‌توان به باشگاه فوتبال آمریکا و باشگاه ورزشی آئوداکس ایتالیانو اشاره کرد.
وی همچنین در تیم ملی فوتبال شیلی بازی کرده‌است.